# I've Got a Secret

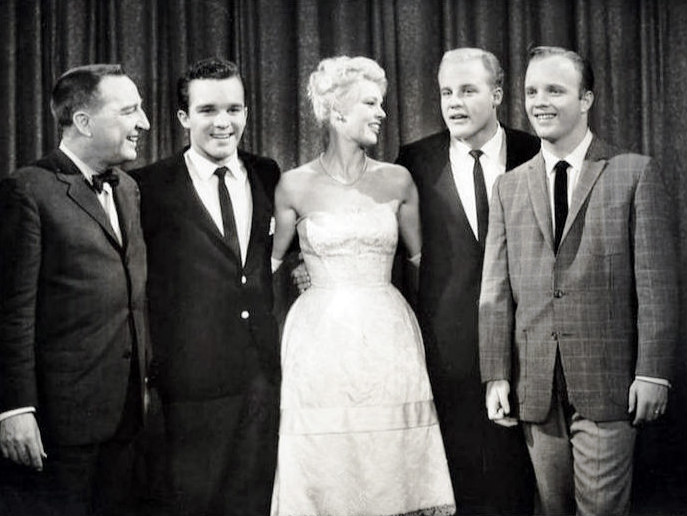
Účinkující pořadu v roce 1961

I've Got a Secret byl americký televizní pořad, vysílaný od roku 1952 na stanici CBS. Jeho prvním moderátorem byl až do roku 1964 Garry Moore a následně do roku 1973 Steve Allen. Později byl obnoven v roce 1976 s moderátorem Billem Cullenem, v roce 2000 se Stephanie Miller a naposledy roku 2006 s Bilem Dwyerem. Původní znělku pořadu složil Leroy Anderson, ta byla ale v roce 1961 na krátkou dobu nahrazena novou od Maxa Steinera a třetí složil Norman Paris.